# Maria Luisa Prosperi
Maria Luisa Prosperi (Fogliano, 19 agosto 1799 – Trevi, 12 settembre 1847) è stata una religiosa e mistica italiana, beatificata il 10 novembre 2012 da papa Benedetto XVI.

## Biografia
Maria Luisa Angelica Prosperi nacque in Fogliano, diocesi di Norcia. Sentendosi chiamata alla vita religiosa, il 4 maggio 1820 entrò nel Monastero delle Benedettine di S. Lucia in Trevi, fondato nel 1344. Divenne ben presto modello delle sacre vergini nella pratica delle virtù e nella osservanza dei voti. Il Signore l'arricchì di doni mistici particolari, ma non la risparmiò da prove lunghe e dolorose: raccontò di aver avuto una serie di visioni angeliche in cui assistette alla Passione di Gesù Cristo e cominciò a provare un dolore tremendo mentre continuava a provare una serie di visioni ed emozioni provocate da queste cose. Nel 1837 divenne Abbadessa del suo Monastero, dove fece rifiorire la piena osservanza monastica. Morì in odore di santità il 12 settembre 1847.